# Ursula Brandt
Ursula Brandt est une Allemande connue pour avoir été l'assistante du chef de la Gestapo de Clermont-Ferrand, Paul Blumenkamp, pendant la Seconde Guerre mondiale.
Étudiante allemande à l'Université de Strasbourg repliée à Clermont-Ferrand à partir de 1940, Ursula Brandt est la secrétaire et traductrice du Sipo-SD de Clermont-Ferrand. Elle est surnommée « la panthère » car elle porte constamment un manteau en fourrure de panthère. Elle participe activement aux activités de la Gestapo, et notamment à la rafle du 25 novembre 1943. Elle rejoint Cologne en avril ou mai 1944.